# Temnikova 4
TEMNIKOVA 4 — третий мини-альбом российской исполнительницы Елены Темниковой, релиз которого состоялся 5 февраля 2019 года.

## Синглы
25 января 2019 года состоялся релиз композиции «Бабочки», ставшей первым синглом с альбома. 28 марта состоялась премьера клипа на эту песню.

## Реакция критиков
Рецензент InterMedia Алексей Мажаев дал альбому смешанную оценку, прокомментировав, что «на пластинке вновь ощущается дефицит запоминающихся мелодий», и что «вместо хитов, на которые надеется слушатель», звучит «очень приятная, но по сути фоновая музыка». Наиболее запоминающимися композициями, по мнению критика, являются «Нет связи» и «По нулям». В заключение рецензент отметил, что «потенциал Елены Темниковой в создании нежных лирических поп-хитов гораздо выше, чем она продемонстрировала на этой пластинке».

## Список композиций
| №  | Название          | Автор(ы)        | Длительность |
| -- | ----------------- | --------------- | ------------ |
| 1. | «Intro»           | Елена Темникова | 1:22         |
| 2. | «Бабочки»         | Елена Темникова | 3:03         |
| 3. | «Садится батарея» | Елена Темникова | 2:12         |
| 4. | «Говорила»        | Елена Темникова | 3:09         |
| 5. | «Контуры тел»     | Елена Темникова | 2:56         |
| 6. | «Нет связи»       | Елена Темникова | 2:36         |
| 7. | «По нулям»        | Елена Темникова | 2:48         |
| 8. | «Outro»           | Елена Темникова | 1:08         |

### Видеоклипы
- «Бабочки» — реж. Леонид Колосовский
- «Нет связи» — реж. Леонид Колосовский
- «Говорила» — реж. Леонид Колосовский

### Фильмография
- «Звуки» — реж. Леонид Колосовский